# Occidryas gunnisonensis
Occidryas gunnisonensis är en fjärilsart som beskrevs av Brown 1970. Occidryas gunnisonensis ingår i släktet Occidryas och familjen praktfjärilar. Inga underarter finns listade i Catalogue of Life.